# Saab 99
- 1709 cc Slant-4 I4
- 1854 cc Slant-4 I4
- 1985 cc B I4
- 1985 cc H I4 (1982-84)

Saab 99 — модель автомобіля від шведської фірми SAAB, яка вироблялася з 1968 до 1984 року.

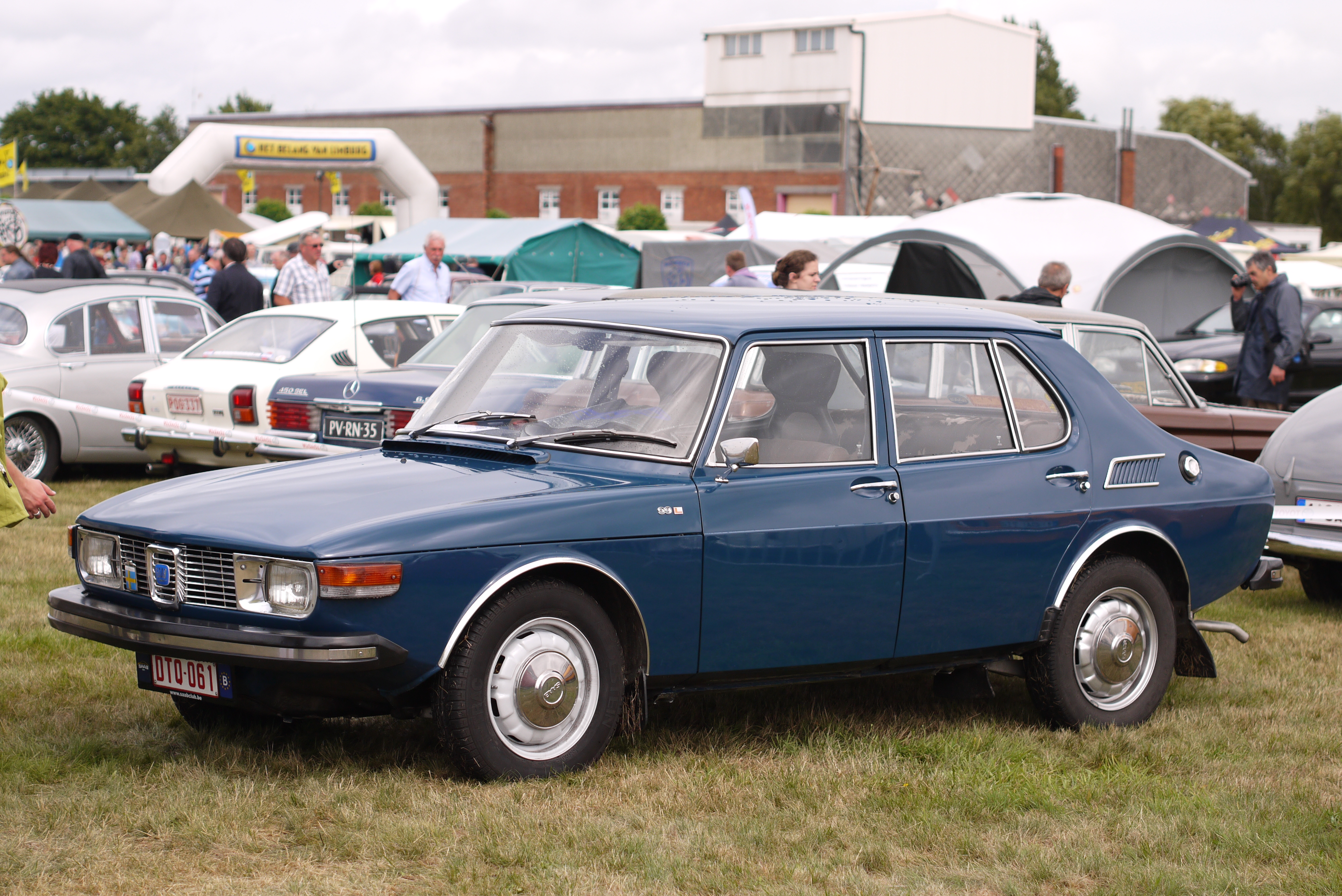
Saab 99 (1971)

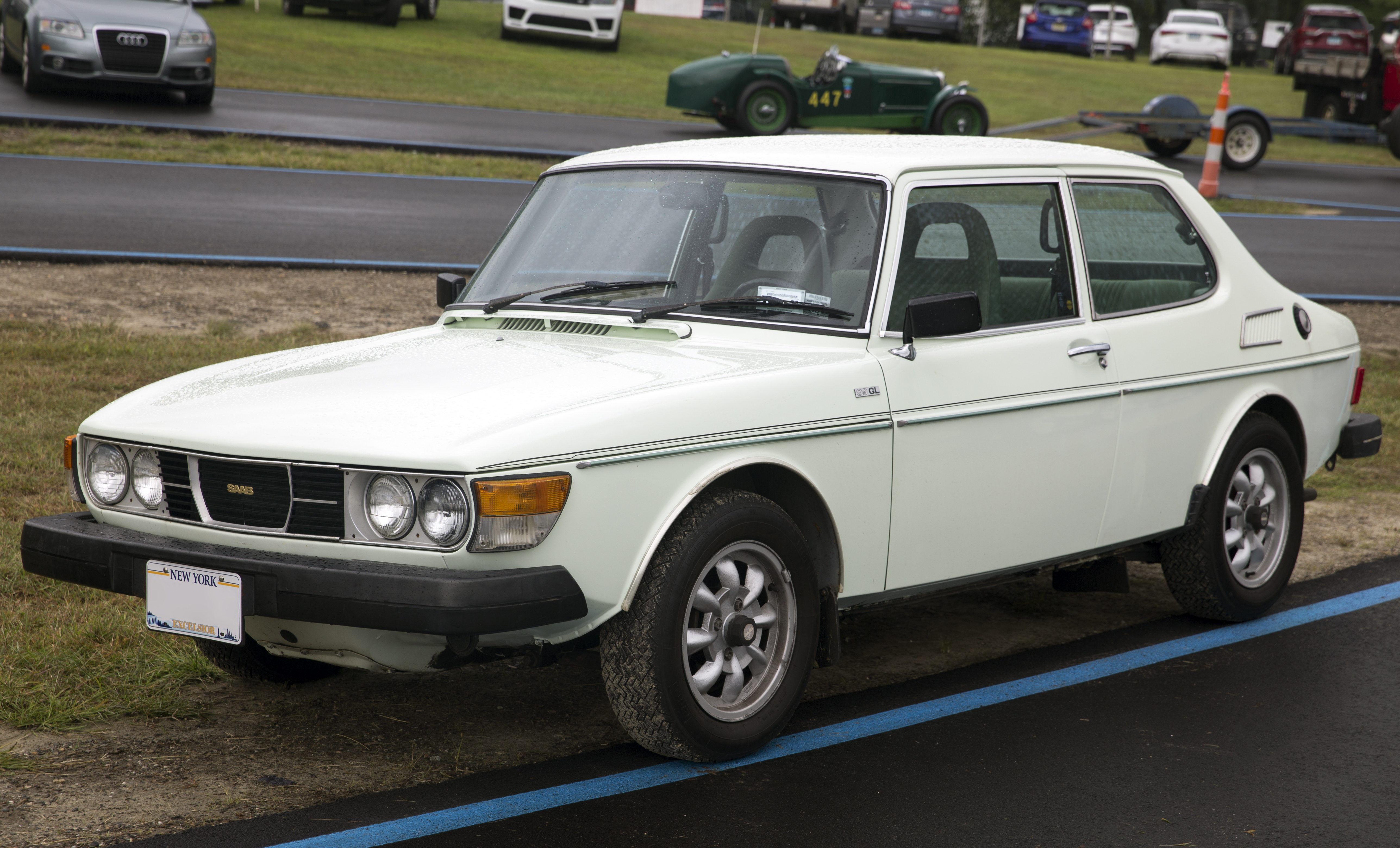
Saab 99 (1979)

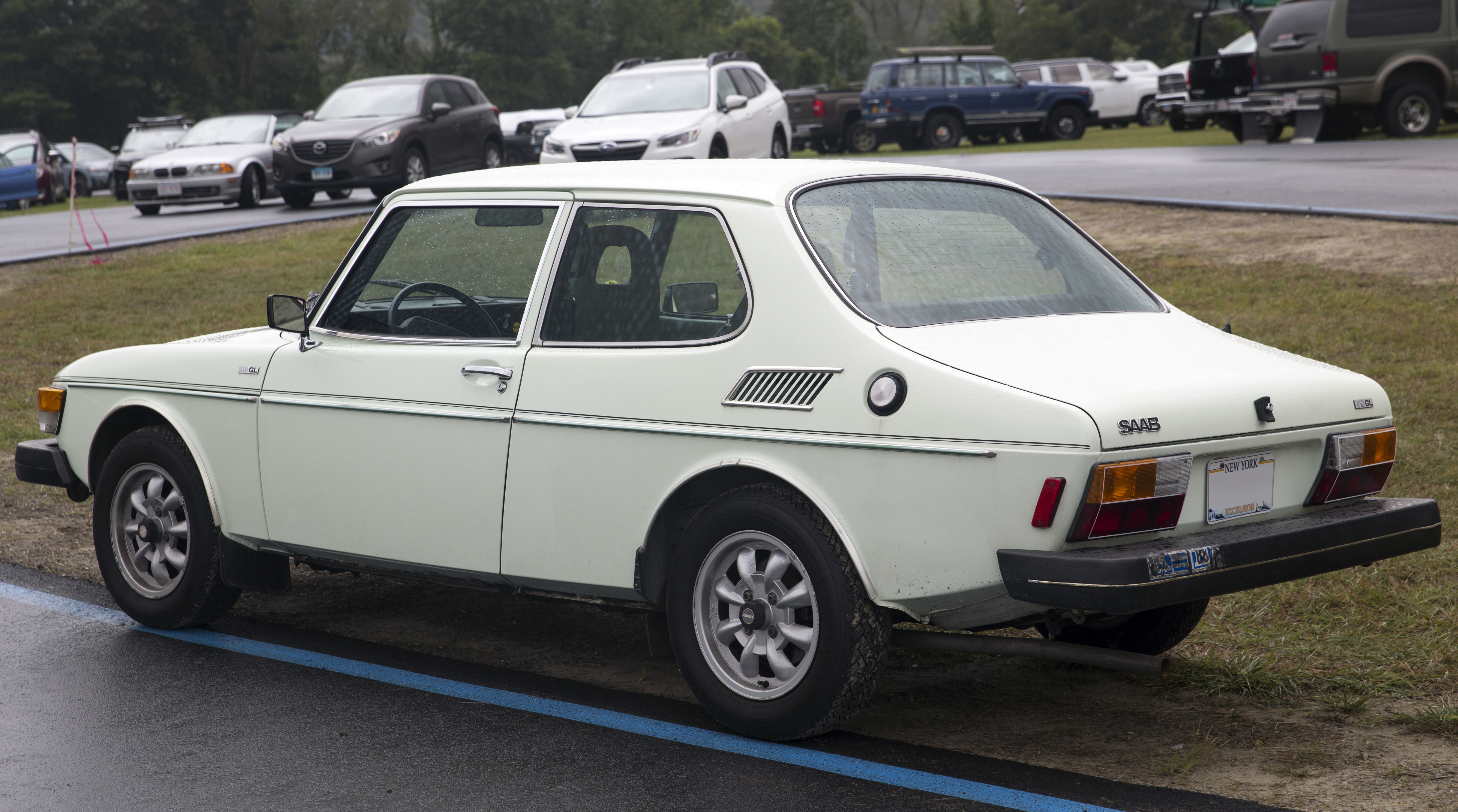
Saab 99 (1979)

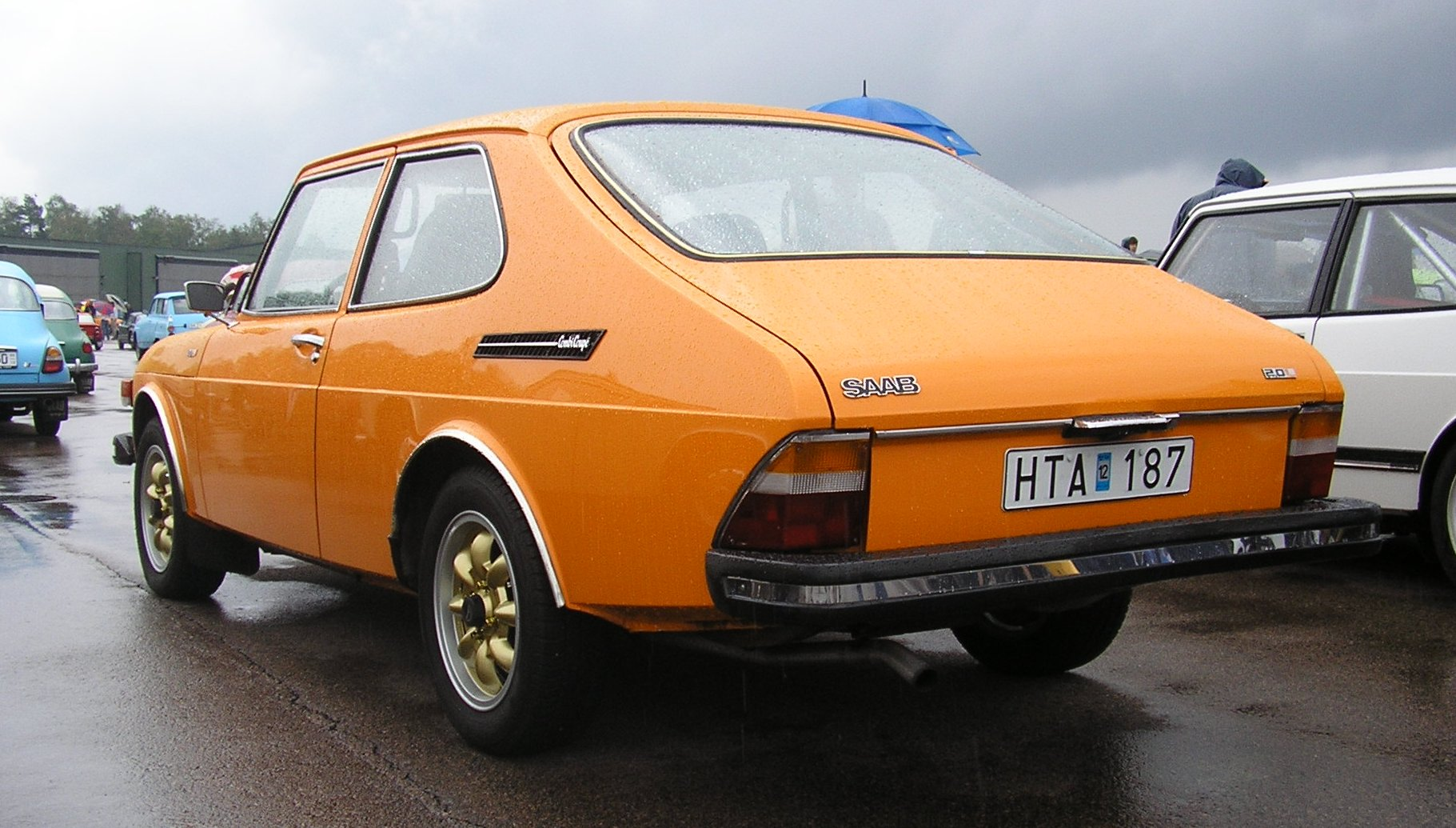
Saab 99 CC (1975)

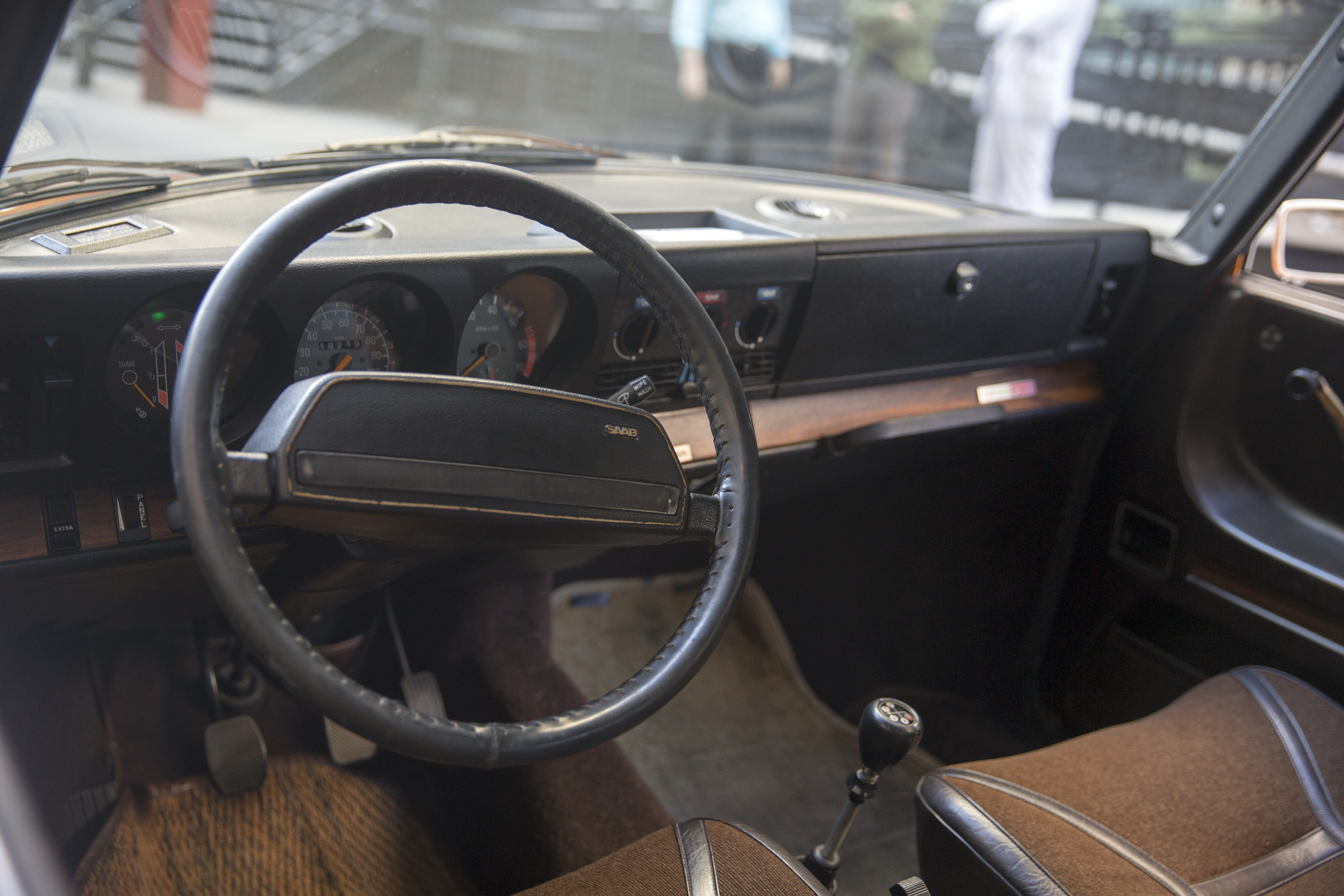

Модель належала до середнього класу, і конкурувала на ринку з Audi 80 та BMW 3-ї серії.
Авто було доступно з 4-циліндровими бензиновими двигунами об'ємом 1.7, 1,85 та 2,0 літра, дві останніх версії ішли із карбюратором або упорскуванням, та останній також мав версію з системою турбонаддування.
Модель у 1979 була замінена на більш сучасну Сааб 900, але деякий час продовжували випускати паралельно . У 1984 році модель зазнала глибокого фейсліфтингу і була перейменована у Saab 90, яка вироблялась до 1987 року.
Всього виготовлено 588 643 автомобілів.

## Технічні специфікації[1][2][3][4][5]
| Модель                                | Робочій об'єм см³ | Потужність | Потужність | Потужність | Крутний момент | Крутний момент |
| Модель                                | Робочій об'єм см³ | кВт        | к.с.       | оберти     | Нм             | оберти         |
| ------------------------------------- | ----------------- | ---------- | ---------- | ---------- | -------------- | -------------- |
| Моделі Saab 9-5 з бензиновим двигуном |                   |            |            |            |                |                |
| 1.7                                   | 1709              | 60         | 82         | 5200       |                |                |
| 1.85                                  | 1854              | 65         | 88         | 5000       | 147            | 3000           |
| 1.85 в                                | 1854              | 71         | 97         | 5200       | 143            | 3500           |
| 2.0                                   | 1985              | 70         | 95         | 5200       | 157            | 3500           |
| 2.0                                   | 1985              | 73         | 99         | 5200       | 162            | 3500           |
| 2.0                                   | 1985              | 81         | 110        | 5500       | 167            | 3700           |
| 2.0 Турбо                             | 1985              | 108        | 147        | 5000       | 236            | 3000           |

## Виробництво
| рік  | авто   | рік  | авто   |
| ---- | ------ | ---- | ------ |
| 1967 | 25     | 1976 | 72,819 |
| 1968 | 4190   | 1977 | 60,316 |
| 1969 | 19,411 | 1978 | 45,851 |
| 1970 | 29,755 | 1979 | 22,443 |
| 1971 | 35,136 | 1980 | 17,108 |
| 1972 | 45,001 | 1981 | 13,381 |
| 1973 | 52,065 | 1982 | 20,006 |
| 1974 | 62,637 | 1983 | 17,187 |
| 1975 | 64,167 | 1984 | 7,145  |